# Ainda Há Tempo
Ainda Há Tempo é o álbum de estreia do rapper brasileiro Criolo, na época ainda conhecido como "Criolo Doido". O álbum conta com 22 faixas, entre elas "Voz e Violão", "Chuva Ácida" e "Até Me Emocionei". Em 2016, Criolo realizou um relançamento de nove canções desse álbum, em comemoração ao aniversário de dez anos do disco, todas contando com novas produções de produtores bem conhecidos, como Nave Beatz, Tropkillaz, Papatinho, Sala 70, Daniel Ganjaman, entre outros. Este relançamento foi eleito pela revista Rolling Stone Brasil como o 19º melhor álbum brasileiro de 2016.

## Faixas
1. "Intro"
2. "É o Teste"
3. "RAP é Forte"
4. "Voz e Violão"
5. "Tô Pra Vê"
6. "Chega"
7. "No Sapatinho"
8. "Morto Vivo"
9. "Ainda Há Tempo"
10. "Sabedoria de Èbano"
11. "Atenção"
12. "Demorô"
13. "Rádio Criolo"
14. "Casca de Ovo"
15. "Bréaco"
16. "Chuva Ácida"
17. "Roba a Cena"
18. "Aprendiz"
19. "A Real"
20. "Rádio Criolo"
21. "Até Me Emocionei (Part. Bastardo)"
22. "Agradeço a Quem Devo (Escuta)"